# フネリック
フネリック、フンネリック、ホネリック (ラテン語: Huneric/Hunneric/Honeric 484年12月23日没) は、北アフリカのヴァンダル王 (在位: 477年 - 484年)。ガイセリックの長男である。父の時代の強硬な対外政策を改め、外交に尽力した。妻は西ローマ皇帝ウァレンティニアヌス3世とリキニア・エウドクシアの娘エウドキアで、間にヒルデリックが生まれている。
ヴァンダル王として初めて「ヴァンダル人とアラン人の王」という正式称号を用いた。しかし、その威信はかつて地中海の覇権を争い、西地中海の島々を征服した父ガイセリックには及ばなかった。

## 生涯
ヴァンダル王ガイセリックの長男として生まれたフネリックは、435年に父が西ローマ皇帝ウァレンティニアヌス3世と条約を結んだ際に人質としてイタリアへ送られた。477年1月25日にガイセリックが死去すると、その王位を継いだ。妻はウァレンティニアヌス3世の娘エウドキアだった。

### 治世
フネリックは熱心なアリウス派の信奉者だったが、当初はローマ人領民にもいくらか譲歩することがあった。東ローマ帝国からアレクサンデル率いる使節団が到来した時、フネリックは父ガイセリックが没収したカルタゴの商人たちの財産を返還した。またニカイア派に対する迫害をやわらげ、彼らが宗教会議を開催しエウゲニウスを24年間空位だったニカイア派のカルタゴ司教に据えるのを容認した。
しかしエウゲニウスの聖職受任から間もなく、フネリックは方針を翻してカトリック迫害を再開した。さらにカトリック教徒の財産没収を試み、これが東ローマ皇帝の激しい抗議を受け頓挫すると、代わりに多数のカトリック教徒を辺境へ追放した。484年2月1日、フネリックはカトリック司教たちとアリウス派司教たちの会談を開催した（カルタゴ教会会議）が、2月24日には力ずくでカトリックの司教たちを廃位し、何人かをコルシカ島へ追放した。前プロコンスルのウィクトリアヌスや、フルメンティウスをはじめ裕福な商人たちらも、アリウス派への改宗を拒んだためにハドルメトゥムで殺害された。タプススの司教だったウィギリウスはこの時追放され、後にアリウス派に反駁する論文を著した。
さらにフネリックはハスディンギの王族を多数殺害し、マニ教も弾圧した。

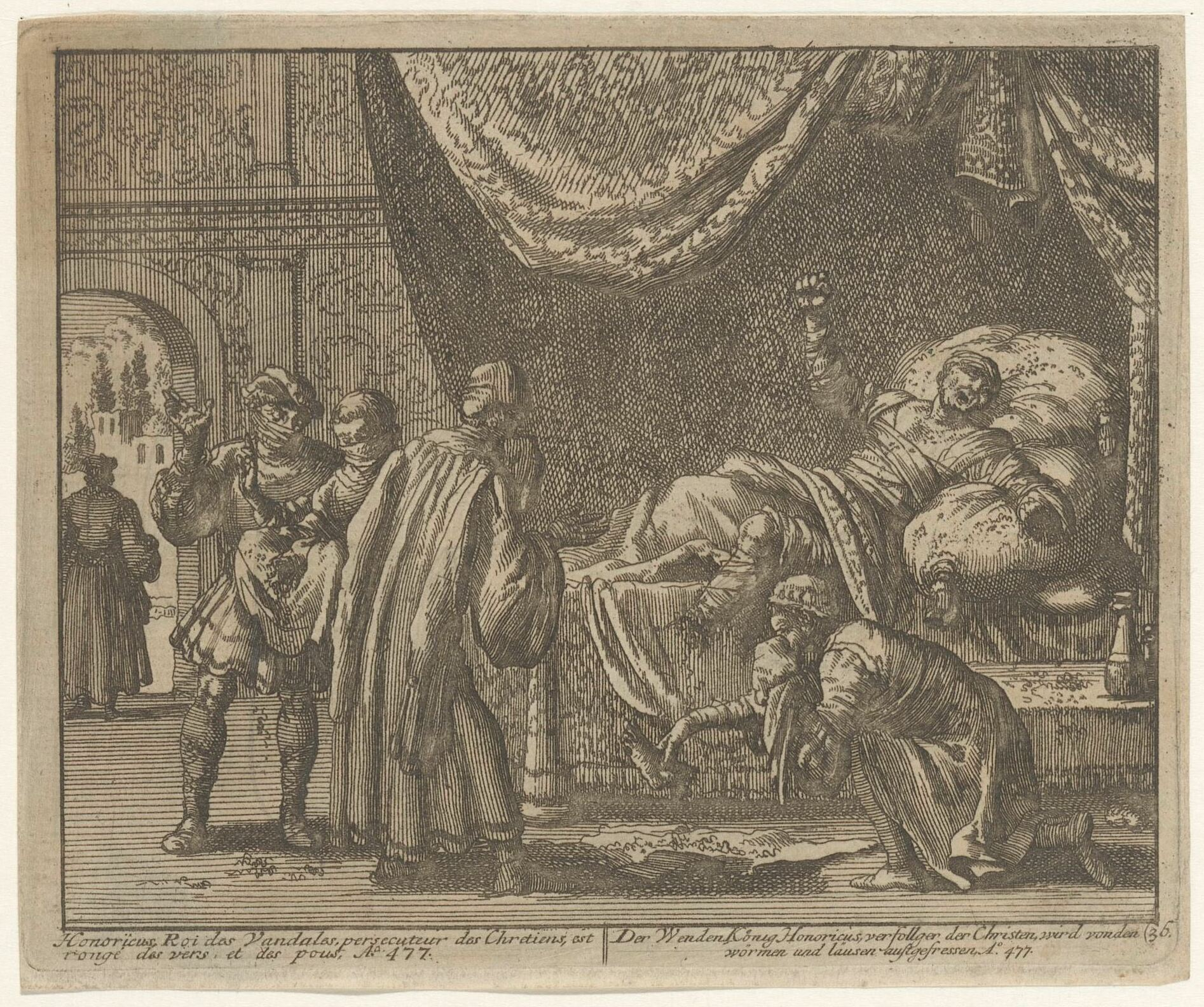
フネリックの死と遺体の腐敗を描いたエングレービング（ヤン・ルイケン画、1685年）

治世の終盤、オーレス山地（現アルジェリア）のムーア人が反乱を起こし、ヴァンダル王国から独立した。
484年12月23日、フネリックは死去し、甥のグンタムンド(在位: 484年 - 496年)が跡を継いだ。同時代人のウィクトル・ウィテンシスが書いたHistoria persecutionis Africanae Provinciae, temporibus Genserici et Hunirici regum Wandalorum (ヴァンダル人の王ガイセリックとフネリックの時代のアフリカ属州での迫害についての歴史)によれば、フネリックの遺体は腐敗して膨大な蛆虫がわいていたという。ただし、この内容は後世になって付け加えられたものである可能性もある。